# Сингапур на летних Олимпийских играх 1976
Сингапур принимал участие в Летних Олимпийских играх 1976 года в Монреале (Канада) в седьмой раз за свою историю, но не завоевал ни одной медали. Сборную страны представляла 1 женщина.